# Laborfermenter

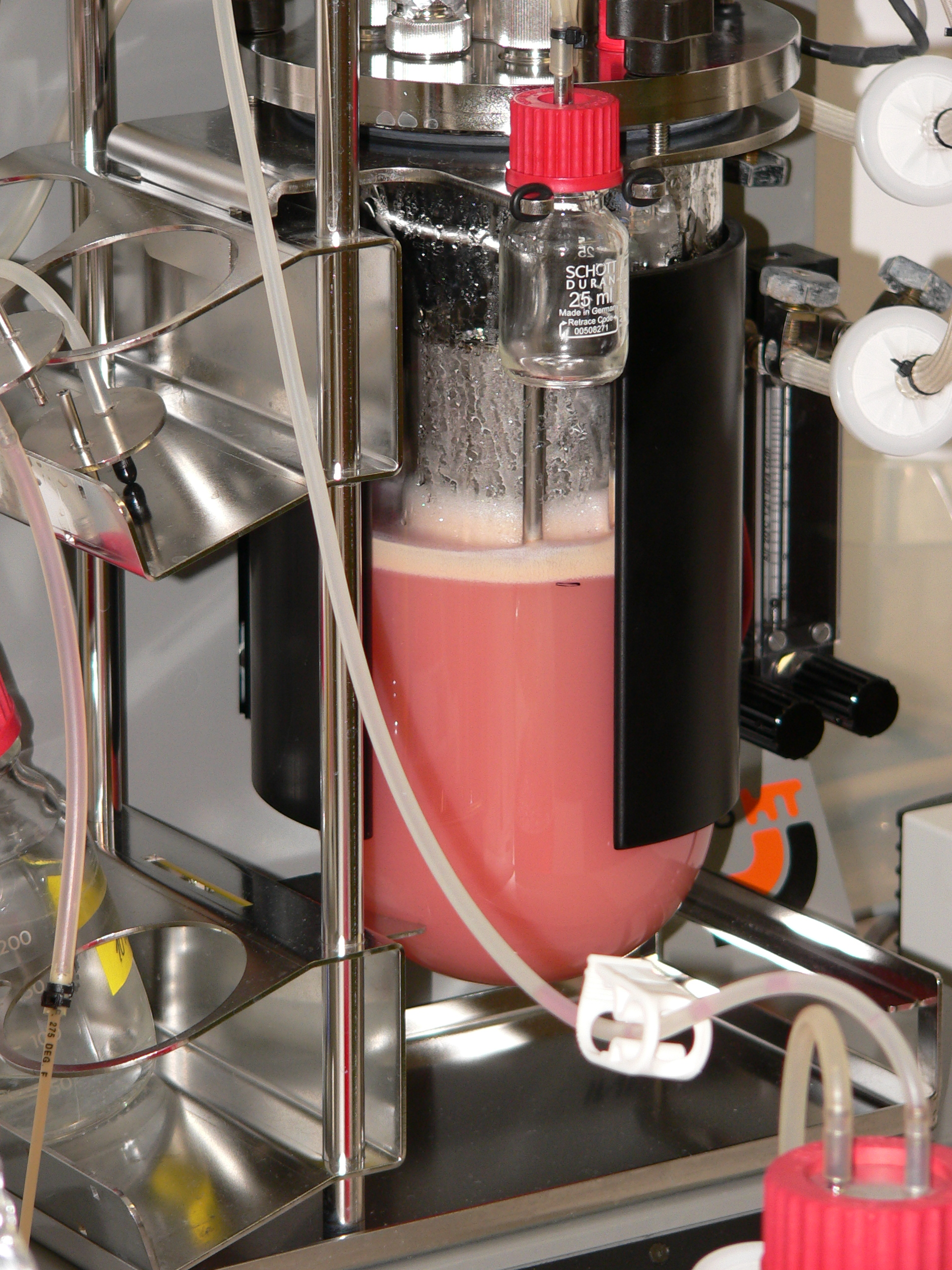
Laborfermenter

Laborfermenter oder Laborbioreaktoren sind Fermenter im ml bis Liter-Maßstab, die zur Bioprozessoptimierung (Optimierung von Stämmen, Nährmedien, Fahrweisen etc.) verwendet werden.
Der Laborfermenter (auch Kleinkultursystem, Forschungsfermenter, Pilotfermenter) ist analog zum Produktionsfermenter ein Reaktor, in dem die notwendigen verfahrenstechnische Grundoperationen (Temperieren, Rühren, Begasen, Dosieren etc.) zum Kultivieren von Mikroorganismen (Pilze, Bakterien) und Zellkulturen (Pflanzen- und Tierzellen) durchgeführt werden können.
Die Vorteile des verringerten Maßstabs sind Einsparungen beim Medienverbrauch, geringerer Energie- und Platzbedarf, einfachere Sterilisierbarkeit im Autoklaven. Als Reaktoren werden teils maßstäblich verkleinerte Fermenter, teils an die jeweilige Aufgabenstellung angepasste Spezialgefäße verwendet.
Wegen der erzielbaren Zeiteinsparung werden Laborfermentersysteme zunehmend als Parallelreaktorsysteme mit vier bis 16 Reaktoren ausgeführt.
In besonders großer Zahl werden Erlenmeyerkolben eingesetzt, die zum Rühren auf Schüttelmaschinen gesetzt werden. Man bezeichnet diese hier auch als Schüttelkolben. Das Schütteln ist die schonendste Form des Rührens, weshalb Schüttelkolben auch für scherempfindliche Kulturen, wie tierische Zellkulturen eingesetzt werden. Der klassische Schüttelkolben wird mit einer gasdurchlässigen Sterilbarriere (zum Beispiel  Wattestopfen) verschlossen. Der Kulturverlauf konnte bisher nur durch in bestimmten Zeitabständen manuell entnommene Proben analysiert werden. Heute sind zusätzlich online Messsysteme verfügbar, welche die parallele Bestimmung mehrerer Stoffwechselparameter u. a. Sauerstoff und pH, ermöglichen.
Moderne Laborfermenter sind heute mit Sensorik, Dosierung und automatischer Probenahme ausgestattet. Als universelle Stoffwechselparameter können zum Beispiel  die Sauerstofftransferrate (OTR) und die Kohlendioxidtransferrate (CTR) und der daraus berechnete Respiratorische Quotient (RQ) gemessen werden sowie das pH-Milieu überwacht werden. Deshalb können heute die meisten Untersuchungen, die bisher im Fermentern mit Abgasanalytik durchgeführt werden mussten, kostengünstig im Labormaßstab durchgeführt werden.
Laborfermenter auf der Basis von Schüttelkolben haben, neben dem schonenden Rühren, gegenüber herkömmlichen Fermentern den Vorteil, dass sie einfach und schnell präpariert werden können. Sie eignen sich deshalb besonders als Reaktoren in Parallelfermentersystemen.